# Låktatjåkko Fjällstation
Koordinaten: 68° 23′ 54″ N, 18° 27′ 39″ O

Låktatjåkko Fjällstation, 26. Oktober 2015

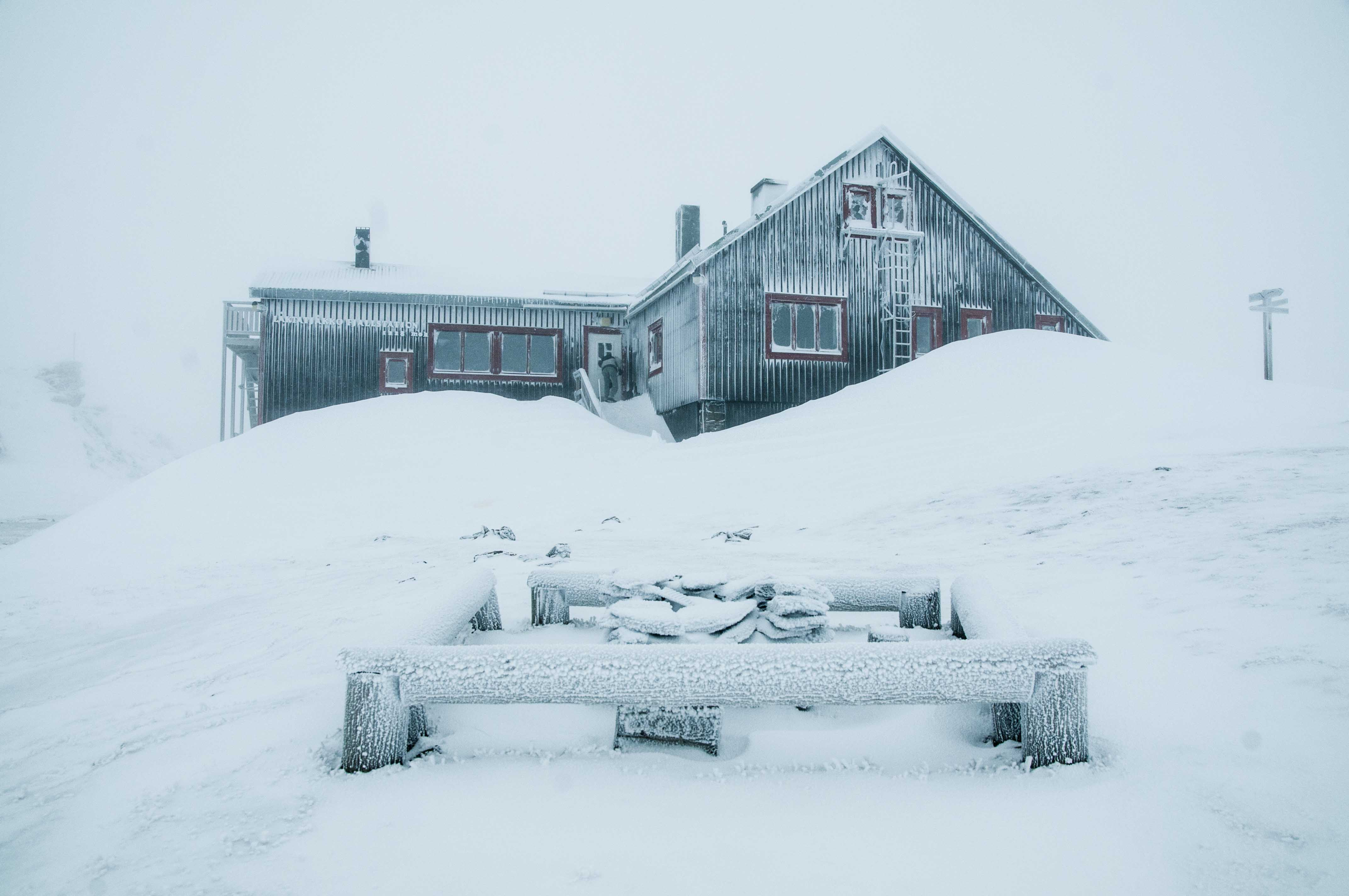
Låktatjåkko Fjällstation, 27. Oktober 2015

Die Låktatjåkko Fjällstation (oder auch Låktatjåkko Stugan) ist eine Bergstation in der nordschwedischen Provinz Norrbottens län in der Gemeinde Kiruna. Sie liegt auf 1.228 Metern Höhe und ist damit die höchstgelegene bewirtschaftete Berghütte Schwedens.

## Allgemeines
Von Anfang an diente sie dem Alpintourismus. Sie wird im Sommer von Bergwanderern und im Winter von Skifahrern, Skitourengehern und Motorschlittenfahrern angelaufen. Im Jahr 2015 zählte die Hütte nach Angaben des Betreibers etwa 1.300 Gäste.
Die Bergstation verfügt über zehn Gästeräume mit insgesamt 18 Schlafplätzen und einen Gastronomiebereich. In der Station befindet sich eine Bar, die als die höchstgelegene Bar Schwedens gilt.
Die Hütte ist in der Sommersaison von Ende Juni bis Ende September bewirtschaftet und in der Wintersaison von Ende Februar bis Anfang Mai.
Die Hütte verfügt über keinen gesonderten Winterraum. Neben der Hütte befindet sich jedoch eine kleine Schutzhütte, die ganzjährig offen ist.

## Geschichte
Die Bergstation wurde von den schwedischen Staatsbahnen erbaut und 1939 eröffnet; sie war bis 2011 in ihrem Besitz. Danach übernahm das Tourismusunternehmen Lapland Resorts die Bergstation. Sie gehört nicht zu den Hütten der Svenska Turistföreningen.

## Zustiege
Die Låktatjåkko-Hütte ist von drei Richtungen aus erreichbar.
Der populärste Zustieg beginnt in der Ortschaft Björkliden im Osten. Von hier führen zwei gut markierte Sommerwanderwege und ein Winterwanderweg ca. neun Kilometer hinauf zur Hütte. In Björkliden beginnt im Winter auch die Piste für Motorschlitten hinauf zur Hütte.
Ein weiterer Weg führt von Westen südlich des namensgebenden Bergs sieben Kilometer zur Hütte.
Von Süden führt ein wenig markierter Weg (Steinmännchen) von der Karsevagge-Hütte neun Kilometer zur Låktatjåkko-Hütte.